# Mostový jeřáb

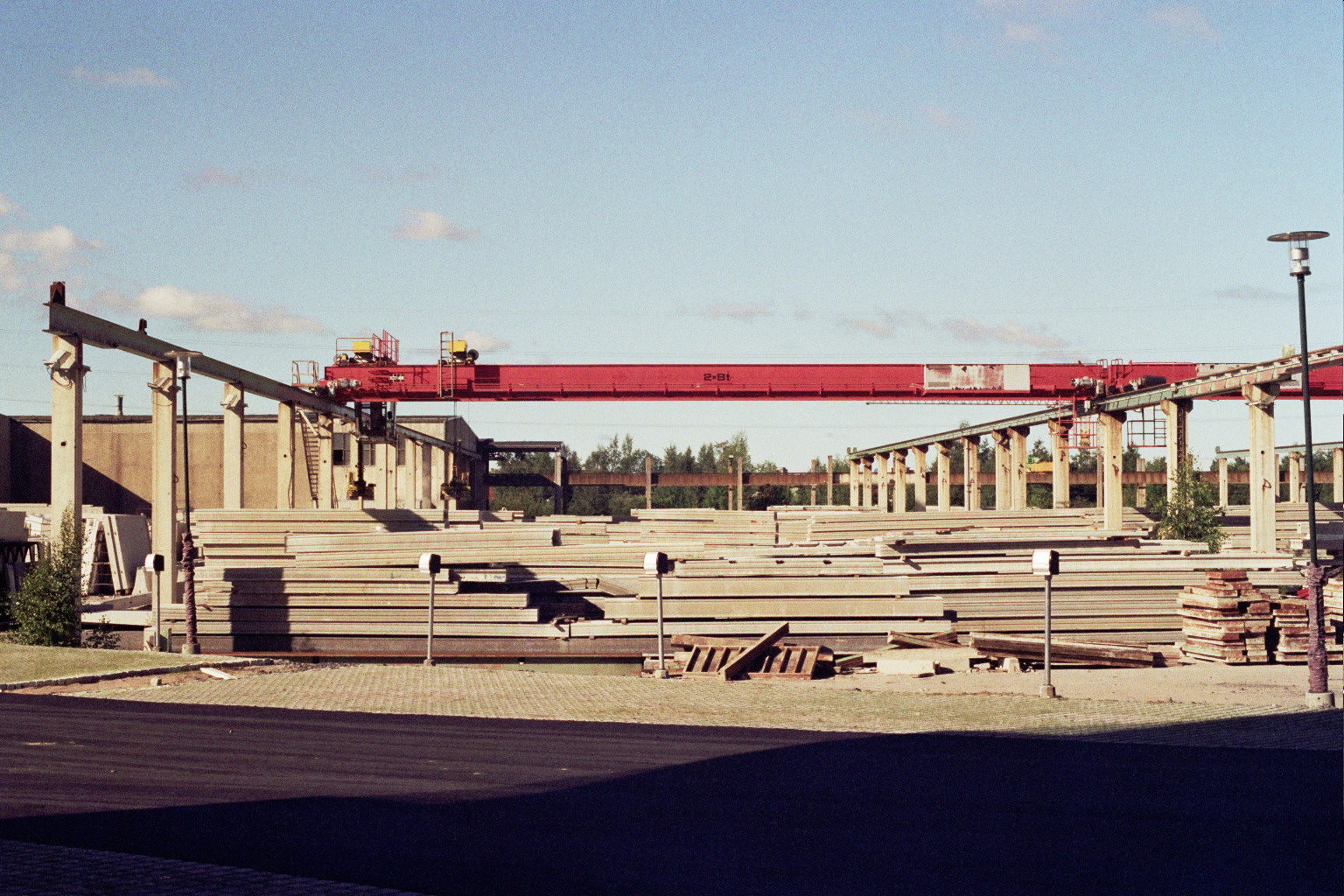
Mostový jeřáb v betonárně

Mostový jeřáb je zdvihací zařízení určené ke zvedání a přemisťování břemen ve výrobních halách, překladištích apod.
Hlavní části mostového jeřábu je jeřábový most s pojezdovými příčníky a kočka se zdvihadlem, lanem a kladnicí s hákem.
Manipulační plocha jeřábu je obvykle obdélníková. Délka manipulační plochy je dána délkou pojezdové dráhy mostu jeřábu. Šířka manipulační plochy je dána délkou pojezdové dráhy kočky jeřábu (délkou mostu jeřábu). Pojezdovou dráhu mostu tvoří obvykle dvě nebo několik kolejnic umístěných ve výšce na pevných podpěrách. Pojezdová dráha mostu jeřábu může mít i tvar oblouků.
Konce mostu (příčníky) s pojezdovými koly mostu jsou vybaveny pohony pojezdu mostu. Most bývá sestaven z jednoho nebo dvou nosníků. Nosníky mostu jsou z válcovaného profilu HEB nebo svařované z válcovaných profilů. Starší konstrukce jsou nýtované.
Po mostu pojíždí pojezdové ústrojí kočky s pohonem pojezdu kočky. Kočka může být i zavěšena pod mostem. Kočka je obvykle vybavena jedním zdvihadlem (nebo dvěma zdvihady různé nosnosti). Ve speciálních případech, jako jsou stohovací jeřáby, je na kočce otoč se sloupem, zdvihadlem a vidlemi, které se pohybují ve svislém směru.
Kolejnice pojezdu mostu a kočky bývají například ze železniční kolejnice, obdélníkového válcovaného profilu a dalších.
Silové napájení a ovládání mostu, kočky a zdvihadla bývá kabelovým shrnovacím vedením, tří a vícevodičovým trolejovým vedením.
Ovládání mostového jeřábu bývá přímé spínači z kabiny na jeřábu, stykačové z kabiny jeřábu, stykačové z podvěsného ovladače nebo stykačové přes dálkové ovládání.
Mostový jeřáb se liší od portálového jeřábu. Most portálového jeřábu je podepřen stojinami (nohami) s pohonem pojezdu jeřábu. Pojezdové kolejnice jeřábu jsou umístěny na zemi.